# Estação Parque Industrial
A Estação Parque Industrial é uma das estações do Metrô de Lima, situada em Lima, entre a Estação Villa El Salvador e a Estação Pumacahua. Administrada pela GyM y Ferrovías S.A., faz parte da Linha 1.
Foi inaugurada em 11 de julho de 2011. Localiza-se no cruzamento da Avenida Separadora Industrial com a Avenida El Sol. Atende o distrito de Villa El Salvador.